# تحسين المدارس (مجلة)
مجلة تحسين المدارس (بالإنجليزية: Improving Schools)‏ هي مجلة أكاديمية مُحكمة، تصدر ثلاث مرات سنويًا وتغطي مجالات التعليم. رئيس تحرير المجلة هي تيري ريجلي (جامعة إدنبرة). أسست المجلة في عام 1998 وينشرها حاليًا سيج للنشر.

## المستخلصات والفهرسة
مجلة تحسين المدارس مُلخصةومٌفهرسة في:
- محرك البحث الأكاديمي
- نت لايبراري
- ملخصات البحوث التربوية عبر الإنترنت [الإنجليزية]
- مركز معلومات مصادر التعلم
- البحث في ملخصات التعليم العالي [الإنجليزية]
- سكوبس

## روابط خارجية
- الموقع الرسمي